# Закшево (Хелмінський повіт)
Закшево (пол. Zakrzewo, нім. Zakrzewo or Scharkau) — село в Польщі, у гміні Стольно Хелмінського повіту Куявсько-Поморського воєводства.
У 1975-1998 роках село належало до Торунського воєводства.